# Erik och Erik
Erik och Erik eller Två konungar Erik kallades två svenska upprorsmän och motståndare som antagligen en kort tid hade kunganamn och båda stupade i krigshändelser eller mördades år 1067. De är endast kända från Adam av Bremens krönika. Senare tiders förslag om att en av dem skall ha varit en kristen son till Stenkil och den andre en hednisk motkandidat till tronen, vilket gjort att man ibland ger dem namnen Erik Hedningen och Erik Stenkilsson, utgör inte mer än gissningar.